# Orphinus horaki
Orphinus horaki – gatunek chrząszcza z rodziny skórnikowatych i podrodziny Megatominae.
Gatunek ten opisany został w 2013 roku przez Takanobu Kitano i Jiříego Hávę na podstawie licznych okazów odłowionych w latach 1985–1999. Jako miejsce typowe wskazano Doi Pui w Tajlandii. Epitet gatunkowy nadano na cześć Jana Horáka, specjalisty od schylikowatych.
Chrząszcz o jajowatym w zarysie ciele długości 2,5–2,7 mm i szerokości 1,6–1,8 mm. Ubarwiony jest czarno z jasnobrązowymi czułkami, narządami gębowymi i odnóżami oraz z rudopomarańczową, rozmytą plamą pośrodku przedplecza i pomarańczowym wzorem na pokrywach, na który składa się szeroka poprzeczna przepaska za barkami i owalna plama wierzchołkowa przy szwie. Punktowanie głowy jest rozrzedzone, przedplecza delikatne i rzadkie, pokryw gęste, zaś odwłoka rzadkie i delikatne. Pokrycie głowy i przedplecza stanowią odstające, żółtawe szczecinki. Na pokrywach tło porastają szczecinki barwy czarniawobrązowej, a plamy szczecinki żółtawobrązowe. Włoski na zapiersiu i odwłoku są brązowawe i położone. Hypomery w całości zajęte są przez bruzdy do chowania czułków. Genitalia samca mają płat środkowy o rozdwojonej nasadzie, tegmen wydłużony i lekko zwężony ku podstawie oraz dobrze rozwiniętą kapsułę tegminalną. Narządy rozrodcze samicy cechuje obecność dwóch par sklerytów w torebce kopulacyjnej, z których krótsze mają nabrzmiałe końce wewnętrzne, a dłuższe są lekko zakrzywione i na wewnętrznej krawędzi delikatnie ząbkowane.
Owad orientalny, endemiczny dla Tajlandii, znany z prowincji Chiang Mai, Loei oraz Mae Hong Son. Spotkany jest na rzędnych od 1300 do 2000 m n.p.m.